# Little Sister (Elvis Presley)
Little Sister è un brano musicale registrato nel 1961 dal cantante statunitense Elvis Presley. La canzone venne scritta da Doc Pomus in collaborazione con Mort Shuman e fu pubblicata sul 45 giri dal doppio lato A (Marie's the Name) His Latest Flame/Little Sister dalla RCA Victor.

## Descrizione
Il singolo raggiunse la quinta posizione nella classifica statunitense Billboard Hot 100, e la vetta della britannica UK Singles Chart.
Nel pezzo la chitarra solista venne suonata da Hank Garland, con cori di sottofondo dei Jordanaires comprendenti la caratteristica voce da basso di Ray Walker.
Presley eseguì Little Sister come parte di un medley con Get Back dei Beatles nel documentario Elvis Presley Show del 1970. Nel corso degli anni, Little Sister è stata reinterpretata da artisti quali Dwight Yoakam, Robert Plant, The Nighthawks e Pearl Jam. Una versione di Ry Cooder, dall'album Bop till You Drop, fu un successo da primo posto in classifica in Nuova Zelanda.
Il testo menziona "Jim Dandy" che è il titolo di una canzone del 1956 di LaVern Baker. Una "canzone risposta" a Little Sister, avente la stessa melodia ma un testo differente, fu registrata da Baker con il titolo Hey, Memphis nel settembre 1961 e pubblicata su etichetta Atlantic Records (Atlantic 2119-A).

## Formazione
- Elvis Presley – voice
- Hank Garland – chitarra elettrica
- Scotty Moore – chitarra elettrica
- Harold Bradley – basso a 6 corde
- D. J. Fontana – batteria
- The Jordanaires – cori

## Cover
- Dwight Yoakam su singolo nel 1987.
- Ry Cooder come traccia d'apertura del suo album Bop till You Drop del 1979.[5]
- Rockpile insieme a Robert Plant nell'album Concerts for the People of Kampuchea del 1981.[6]